# Magično pismo
Magično pismo ili magijsko pismo, tajnovito pismo kreirano za pisanje čarolija i magijskih tekstova, ispisivano grafičkim simbolima čije je značenje bilo poznato samo pojedincima iniciranima u ezoterična znanja. Na taj način štite sadržaj i značenje zapisa, u slučaju ako ga netko pronađe. Magična pisma upotrebljavana su za ispisivanje magičnih formula na talismanima i amuletima te za pisanje grimorija.

## Vrste magičnih pisama
- Rune - magični alfabet, podrijetlom iz Skandinavije, kojim se koristi za proricanje sudbine.
- Tebansko pismo - sustav magičnog pisma, poznat i kao Honorijev alfabet, nastao u 16. stoljeću. Prvi ga je koristio njemački okultist Johann von Tritheim (1462. – 1516.) u svom djelu Polygrafia (1518.).
- Anđeosko pismo ili Nebesko pismo - izmislio ga je Heinrich Cornelius Agrippa (1486. – 1535.).
- Enokijansko pismo - pismo koje su izumili okultisti John Dee (1527. – 1608.) i Edward Kelley (1555. – 1597.), a navodno je služilo za komunikaciju s anđelima.
- Pismo magova - abeceda koju je izumio alkemičar Paracelsus (1493. – 1541.) za graviranje anđeoskih imena na talismane.
- Malahijsko pismo - magijsko pismo izrađeno po uzoru na hebrejsko, čiji je tvorac Heinrich Cornelius Agrippa (1486. – 1535.).
- Pismo bodeža - izmislio ga je Aleister Crowley.